# Cassena sulcicollis
Cassena sulcicollis es un insecto coleóptero de la familia Chrysomelidae.
Fue descrita científicamente por primera vez en 1932 por Laboissiere.